# Elkov-Kasper
L'equip Elkov-Author (codi UCI: ELA) és un equip ciclista txec de categoria continental. Creat el 2000, competeix principalment als circuits continentals de ciclisme. De 2008 a 2009 va tenir categoria continental professional.

## Principals victòries
- Volta a Eslovàquia: František Trkal (2001)
- Małopolski Wyścig Górski: Ondřej Fadrny (2004)
- Memorial Andrzej Trochanowski: František Raboň (2005), André Schulze (2010), Alois Kaňkovský (2016, 2017)
- Memorial Henryk Łasak: Petr Benčík (2006), Alois Kaňkovský (2015)
- Volta a Saxònia: Patrik Sinkewitz (2009)
- Volta a l'Alta Àustria: Leopold König (2010), Petr Benčík (2011)
- Czech Cycling Tour: Leopold König (2010), Stanislav Kozubek (2011), František Padour (2012), Josef Černý (2017)
- Gran Premi Kralovehradeckeho kraje: Paweł Franczak (2014)
- Memorial Roman Siemiński: Alois Kaňkovský (2015, 2017)
- Visegrad 4 Bicycle Race-GP Slovakia: Alois Kaňkovský (2015, 2017)
- Visegrad 4 Bicycle Race-GP Hungary: Alois Kaňkovský (2015)
- Memorial Józef Grundmann i Jerzy Wizowski: Vojtech Hacecky (2016)
- Puchar Ministra Obrony Narodowej: Alois Kaňkovský (2016, 2017)
- Dookoła Mazowsza: Alois Kaňkovský (2017)
- Okolo jižních Čech: Josef Černý (2017)

### Grans Voltes
- Tour de França
  - 0 participacions
- Giro d'Itàlia
  - 0 participacions
- Volta a Espanya
  - 0 participacions

## Composició de l'equip
| \| Llista de l'equip 2016 \| Llista de l'equip 2016 \| Llista de l'equip 2016 \| Llista de l'equip 2016 \| \| Ciclista \| Data de naixement \| Equip previ \| \| \| -------------------------------------------------------- \| ---------------------- \| ----------------------- \| ---------------------- \| \| Michal Brázda (1 de gen–12 de nov) \| 26 de setembre de 1997 \| \| \| \| Tomáš Bucháček \| 7 de març de 1978 \| \| \| \| Pavel Camrda \| 24 de setembre de 1996 \| \| \| \| Vojtěch Hačecký \| 29 de març de 1987 \| Team Dukla Praha (2015) \| \| \| Martin Hunal \| 8 de setembre de 1989 \| AC Sparta Praha (2013) \| \| \| Alois Kaňkovský \| 19 de juliol de 1983 \| Team Dukla Praha (2014) \| \| \| Jakub Kleveta \| 22 de octubre de 1997 \| \| \| \| Jan Kovář (1 de gen–12 de nov) \| 6 de juny de 1996 \| \| \| \| Michael Kukrle \| 17 de novembre de 1994 \| \| \| \| Jiří Šorm \| 15 de maig de 1997 \| \| \| \| Bartosz Warchoł \| 16 de gener de 1992 \| Cycling Academy (2015) \| \| \| \| \| \| \| \| Fonts: ProCyclingStats Cycling Quotient Cycling Archives \| \| \| \| |                        |                         |  |
| Llista de l'equip 2016 |                        |                         |  |
| Ciclista | Data de naixement      | Equip previ             |  |
| Michal Brázda (1 de gen–12 de nov) | 26 de setembre de 1997 |                         |  |
| Tomáš Bucháček | 7 de març de 1978      |                         |  |
| Pavel Camrda | 24 de setembre de 1996 |                         |  |
| Vojtěch Hačecký | 29 de març de 1987     | Team Dukla Praha (2015) |  |
| Martin Hunal | 8 de setembre de 1989  | AC Sparta Praha (2013)  |  |
| Alois Kaňkovský | 19 de juliol de 1983   | Team Dukla Praha (2014) |  |
| Jakub Kleveta | 22 de octubre de 1997  |                         |  |
| Jan Kovář (1 de gen–12 de nov) | 6 de juny de 1996      |                         |  |
| Michael Kukrle | 17 de novembre de 1994 |                         |  |
| Jiří Šorm | 15 de maig de 1997     |                         |  |
| Bartosz Warchoł | 16 de gener de 1992    | Cycling Academy (2015)  |  |
| |                        |                         |  |
| Fonts: ProCyclingStats Cycling Quotient Cycling Archives |                        |                         |  |

| \| Llista de l'equip 2017 \| Llista de l'equip 2017 \| Llista de l'equip 2017 \| Llista de l'equip 2017 \| \| Ciclista \| Data de naixement \| Equip previ \| \| \| -------------------------------------------------------- \| ---------------------- \| ---------------------------- \| ---------------------- \| \| Tomáš Bucháček \| 7 de març de 1978 \| \| \| \| Pavel Camrda \| 24 de setembre de 1996 \| \| \| \| Josef Černý \| 11 de maig de 1993 \| CCC Sprandi Polkowice (2016) \| \| \| Vojtěch Hačecký \| 29 de març de 1987 \| Team Dukla Praha (2015) \| \| \| Martin Hunal \| 8 de setembre de 1989 \| AC Sparta Praha (2013) \| \| \| Alois Kaňkovský \| 19 de juliol de 1983 \| Team Dukla Praha (2014) \| \| \| Michael Kukrle \| 17 de novembre de 1994 \| \| \| \| Jiří Šorm \| 15 de maig de 1997 \| \| \| \| Jiří Polnický \| 16 de desembre de 1989 \| Verva ActiveJet (2016) \| \| \| Paweł Cieślik (7 de abr–31 de des) \| 12 de abril de 1986 \| Verva ActiveJet (2016) \| \| \| \| \| \| \| \| Fonts: ProCyclingStats Cycling Quotient Cycling Archives \| \| \| \| |                        |                              |  |
| Llista de l'equip 2017 |                        |                              |  |
| Ciclista | Data de naixement      | Equip previ                  |  |
| Tomáš Bucháček | 7 de març de 1978      |                              |  |
| Pavel Camrda | 24 de setembre de 1996 |                              |  |
| Josef Černý | 11 de maig de 1993     | CCC Sprandi Polkowice (2016) |  |
| Vojtěch Hačecký | 29 de març de 1987     | Team Dukla Praha (2015)      |  |
| Martin Hunal | 8 de setembre de 1989  | AC Sparta Praha (2013)       |  |
| Alois Kaňkovský | 19 de juliol de 1983   | Team Dukla Praha (2014)      |  |
| Michael Kukrle | 17 de novembre de 1994 |                              |  |
| Jiří Šorm | 15 de maig de 1997     |                              |  |
| Jiří Polnický | 16 de desembre de 1989 | Verva ActiveJet (2016)       |  |
| Paweł Cieślik (7 de abr–31 de des) | 12 de abril de 1986    | Verva ActiveJet (2016)       |  |
| |                        |                              |  |
| Fonts: ProCyclingStats Cycling Quotient Cycling Archives |                        |                              |  |

## Classificacions UCI

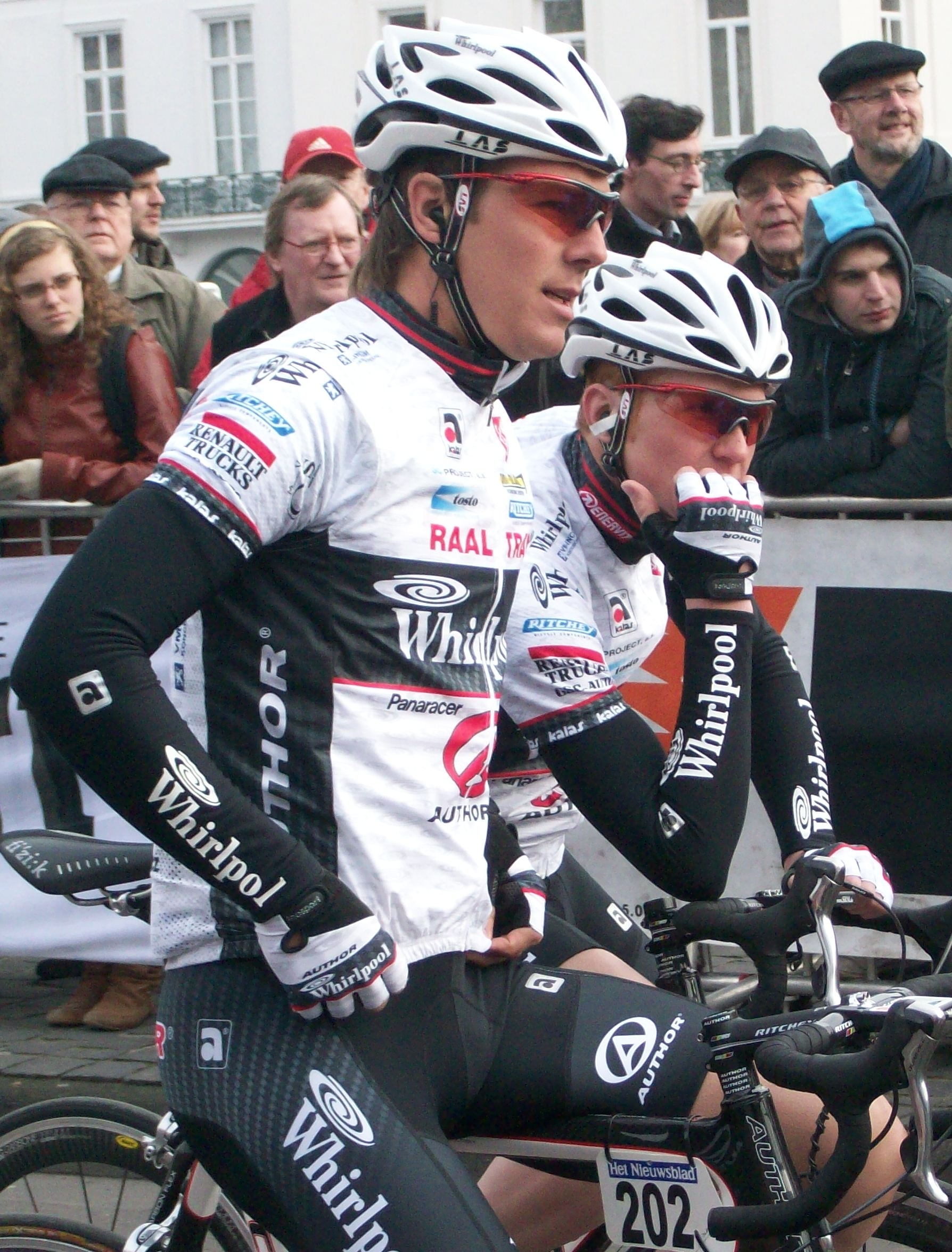
Ciclistes al 2009

Fins al 1998 els equips ciclistes es trobaven classificats dins l'UCI en una única categoria. El 1999 la classificació UCI per equips es dividí entre GSI, GSII i GSIII. D'acord amb aquesta classificació els Grups Esportius I són la primera categoria dels equips ciclistes professionals. La següent classificació estableix la posició de l'equip en finalitzar la temporada.
| Temporada | Classificació per equips | Millor ciclista en la classificació individual |
| --------- | ------------------------ | ---------------------------------------------- |
| 2000      | 3r (GSIII)               | Ondřej Sosenka (392è)                          |
| 2001      | 9è (GSIII)               | František Trkal (584è)                         |
| 2003      | 54è (GSIII)              | Martin Mareš (1543è)                           |
| 2004      | 18è (GSIII)              | Jan Faltynek (453è)                            |

A partir del 2005 l'equip participa en les proves dels circuits continentals i principalment en les curses del calendari de l'UCI Europa Tour.
UCI Àsia Tour
| Temporada | Classificació per equips | Millor ciclista en la classificació individual |
| --------- | ------------------------ | ---------------------------------------------- |
| 2007      | 21è                      | Martin Mareš (56è)                             |
| 2008      | 50è                      | Petr Benčík (242è)                             |
| 2009      | 30è                      | Danilo Hondo (48è)                             |

UCI Europa Tour
| Temporada | Classificació per equips | Millor ciclista en la classificació individual |
| --------- | ------------------------ | ---------------------------------------------- |
| 2005      | 18è                      | František Raboň (12è)                          |
| 2006      | 21è                      | Stanislav Kozubek (134è)                       |
| 2007      | 42è                      | Tomáš Bucháček (183è)                          |
| 2008      | 63è                      | André Schulze (102è)                           |
| 2009      | 20è                      | Danilo Hondo (28è)                             |
| 2010      | 23è                      | André Schulze (56è)                            |
| 2011      | 45è                      | Petr Benčík (154è)                             |
| 2012      | 58è                      | Tomáš Bucháček (281è)                          |
| 2013      | 60è                      | Jiří Hudeček (136è)                            |
| 2014      | 45è                      | Paweł Cieślik (85è)                            |
| 2015      | 39è                      | Alois Kaňkovský (50è)                          |
| 2016      | 45è                      | Alois Kaňkovský (280è)                         |
| 2017      | 20è                      | Josef Černý (60è)                              |